# Fritz Stackelberg
Fritz Carl Louis Stackelberg, född 31 maj 1899 i Stockholm, död där 18 november 1988, var en svensk greve och diplomat.

## Biografi
Stackelberg avlade studentexamen i Linköping 1917, genomgick Krigsskolan 1919 och var fänrik vid Svea artilleriregementes (A 1) 1920-1922. Stackelberg avlade juris kandidatexamen i Stockholm 1925 innan han blev attaché vid Utrikesdepartementet (UD) 1926. Han tjänstgjorde i Köpenhamn, Bern, London, Wien, Budapest och Belgrad 1926-1930 och var utrikesministerns privatsekreterare 1930-1932. Stackelberg var andre sekreterare vid UD 1931, Oslo och Rouen 1932, förste vicekonsul i London 1935, förste legationssekreterare i Rom 1938, legationsråd 1940 och byråchef vid UD 1940 samt legationsråd i Paris 1944 och Köpenhamn 1947. Han var envoyé i Caracas, Havanna, Ciudad Trujillo och Port-au-Prince 1948-1953, protokollchef 1953-1956, ambassadör i Aten 1956-1962 och Bern 1962-1965 samt medarbetare för Internationella Röda Korsets centralstyrelse 1966-1979.
Stackelberg var löjtnant i Svea artilleriregementes (A 1) reserv 1928-1929 och hade tjänst som sekreterare vid handelspolitiska förhandlingar med Italien 1935 och ombud vid handelspolitiska förhandlingar med Italien och Finland 1941-1945, med Danmark 1947-1948 samt var delegationsordförande med Bulgarien 1944.
Fritz Stackelberg var son till ryttmästaren greve Adolf Stackelberg (1850-1906) och grevinnan Charlotte Lewenhaupt (1861–1951). Han gifte sig 1937 med Marianne Schumacher (1915–1999), dotter till advokat Adolf Schumacher och Greta Lindström.

## Utmärkelser
Stackelbergs utmärkelser:
- Före detta härold vid Kungl. Maj:ts orden (Fd härold v KMO)
- Kommendör av Nordstjärneorden (KNO)
- Riddare av Johanniterorden (RJohO)
- Storkorset av Chilenska förtjänsttecknet Al Mérito (StkChilAM)
- Storofficer av Cubanska Carlos Manuel de Céspedesorden (StOffCubCespO)
- Kommendör av 1. graden av Danska Dannebrogsorden (KDDO1gr)
- Storofficer av Etiopiska Menelik II:s orden (StOffEtMenO)
- Kommendör av Isländska falkorden med stjärna (KIFOmstj)
- Storofficer av Venezuelas Bolivarorden (StOffVenBO)
- Kommendör av Finlands Lejons orden (KFinlLO)
- Kommendör av Italienska Sankt Mauritii- och Lazariorden (KItS:tMLO)
- Kommendör av Kinesiska Gyllene Stjärnorden (KKinGStjO)
- Kommendör av Storbritanniska Victoriaorden (KStbVO)
- Riddare av 1. klass av Finlands Vita Ros’ orden (RFinlVRO1kl)
- Officer av Franska Hederslegionen (OffFrHL)
- Officer av Österrikiska Hederstecknet (OffÖHT)
- 1. klass av Grekiska Röda Korsets hederstecken med lagerkrans (GrRKHt1klmlager)